# Arroyo Grande (Cartagena de Indias)
Arroyo Grande es un centro poblado ubicado en la Localidad 2 De La Virgen y Turística del Distrito de Cartagena de Indias en Colombia.  
Se encuentra a un costado de la Autopista Paralela al Mar en el Km 33, a 30 minutos de Cartagena de Indias.  

## División territorial
Limita al norte con el mar Caribe en los terrenos de Boca de Amansaguapos y el centro poblado Loma Arena (Santa Catalina), al oriente con la vereda Púa, por el sur con el municipio de Clemencia y al occidente con el mar Caribe. 
Tiene bajo su área de influencia los centros poblados y veredas de: La Europa, Palmarito, El Puerto y Arroyo de las Canoas.

## Reseña histórica
Los asentamientos humanos de la zona norte de Cartagena, once en total, entre centros poblados y veredas fueron producto del proceso de explotación de haciendas y canteras por mano de obra esclava.
Sus primeros pobladores eran provenientes de Santa Catalina de Alejandría que juntos a los cimarrones se fueron mestizando hasta dar origen la población actual. En la monografía de Cartagena de Indias de 1929 aparece referenciado Arroyo Grande, como uno de los distritos que ya conformaban la entonces Provincia de Cartagena, de igual manera se relaciona como una de las haciendas de labranza que junto con Bayunca y otras poblaciones, conformaba “sitios de libres y de naturales o de indígenas”. 
Arroyo Grande, inicialmente pertenecía al municipio de Santa Catalina, pero para el año 1921 la asamblea departamental lo cambia de jurisdicción y fue declarado centro poblado de Cartagena de Indias.
Un hecho de gran impacto que se registró en el año 1942, en el entonces caserío de Amansaguapos, colindante con Arroyo Grande. Un feroz incendio que arrasó al primero, ante esta gran tragedia, los sobrevivientes se fueron a vivir a Arroyo Grande, consolidando así el centro poblado, no solo en términos demográficos, sino también en la intervención del estado, ya que pasados 6 años de la tragedia, construyeron algunas obras de infraestructuras.
En 1993 se inició la construcción de la Autopista Paralela al Mar, proyecto que une a Cartagena con Barranquilla.

## Economía
La economía del centro poblado se basa en tres (3) sectores: Pesca artesanal y Agricultura, Cacería, La producción y comercialización de carbón.